# رينيه غريفين
رينيه غريفين (بالإنجليزية: Renee Griffin)‏ هي ممثلة أمريكية، ولدت في 30 مايو 1968 في الولايات المتحدة.

## أعمال

### أفلام
- (1993) سايبورغ 2

## وصلات خارجية
- رينيه غريفين على موقع IMDb (الإنجليزية)
- رينيه غريفين على موقع قاعدة بيانات الفيلم (الإنجليزية)